# Preciosa dama azul
«Preciosa dama azul» es una canción compuesta e interpretada por el músico argentino Luis Alberto Spinetta, incluida en su álbum solista Fuego gris editado en 1993, a su vez banda de sonido de la película homónima (1994) del director Pablo César.
El tema es ejecutado por Spinetta con el acompañamiento de Claudio Cardone en teclados.

## Contexto
Spinetta venía de tres álbumes de estudio sucesivos premiados como los mejores del año (Téster de violencia en 1988, Don Lucero en 1989 y Pelusón of milk en 1991). En 1991 y 1992 Spinetta se apartó relativamente de los músicos de su banda y se refugió en el espacio privado de su familia. A fines de 1990 su esposa Patricia había quedado embarazada de Vera y tanto su embarazo como su nacimiento fue un acontecimiento vivido personalmente por todos los miembros de la familia. En ese contexto Spinetta compuso y grabó en el estudio de su casa (Cintacalma) Pelusón of milk, un título que remite directamente a esa situación y al año siguiente Fuego gris, una obra que también trata de la introspección.
El mundo comenzaba a transitar los primeros años de la década del '90, caracterizada por una mayor valoración social de lo privado -incluyendo el proceso de privatizaciones-, la riqueza y la fama, impulsada por un gran desarrollo de los medios de comunicación.
Argentina vivía los primeros años de lo que se denominó el menemismo, que luego de terminar con largos años de alta inflación con el Plan de Convertibilidad, inauguró un fenómeno conocido como farandulización de la política, en la que aparecían estrechamente vinculados los negocios privados, los políticos y las figuras famosas de la televisión y el deporte.

## El álbum
Las diecisiete canciones del álbum siguen el derrotero de una adolescente sin nombre a la que Spinetta bautizó Milita, que vive en un mundo de violencia y desamparo, donde el diálogo y la comunicación entre las personas no existe. Milita ha sufrido el abuso de su violento padre y la locura de su madre. Al no poder entrar al recital de su héroe roquero Kakón el Griego -kakón en griego significa "mal bello"-, personaje que debía interpretar Spinetta y finalmente no pudo hacerlo, cae por una alcantarilla a las cloacas de la ciudad. Allí se encuentra con un mundo onírico de monstruos y horrores, en el que debe buscar un sentido para su vida, en una suerte de "escape hacia el alma", como se titula la primera canción. El alma es precisamente uno de los conceptos a los que Spinetta más recurre en la poesía del álbum, fortaleciéndola con nociones de las filosofías orientales como el nirvana y lo zen.

## El tema
El tema es el quinto track del álbum solista Fuego gris, banda sonora del "drama-rock" cinematográfico del mismo nombre, dirigido por Pablo César.
La canción está compuesta en tiempo de minué y los sonidos metálicos de la guitarra y los teclados de la primera mitad asimilados al clave, le dan un aire barroco al tema. La canción es un lamento por la suerte de una mujer que ha dejado de ser "corpórea", habla sola en el espacio en que está encerrada y no ríe:

Pobre la preciosa dama azul,
pobre la mujer azul,
que ya no es corpórea
con sus dedos,
hizo cruz y chau
Preciosa dama azul

El azul es un color que se reitera en las letras, tapas y contratapas de la obra de Spinetta, asociado a la tristeza («A estos hombres tristes», «Cometa azul», «Cantata de puentes amarillos», «Bomba azul», «Tía Amanda», «Rasgar el alma», «Iris»). El álbum Don Lucero tiene en tapa un dibujo en tono azul hecho por él mismo, a la manera de un solo humanizado que representaba el don lucero (don en sentido de atributo), asimilado por Spinetta a una usina o una central eléctrica. En 1984 Spinetta reflexionaba sobre el color azul que había utilizado en «A estos hombres tristes» ("vive de azul, porque azul no tienes domingo"), en el primer álbum de Almendra:

Después de Submarino amarillo, el azul pasó a ser un color interdicto para la felicidad, pero eso no quita que sea un hermoso color, y poder decir que, teniendo un color, se podía quebrar ese domingo argentino tremendo.
Luis Alberto Spinetta

Spinetta por otra parte tenía un concepción "pictórica" de la poesía y la música, relacionada con un manejo de los contrastes, que iba más allá incluso del mero contraste de colores, para insertarlo en un marco más amplio de contrastes y dicotomías, como la de yin y el yang. El mismo título del álbum, Fuego gris, implica un contraste lírico y conceptual generado a partir de un objeto y un color, muy similar al de "bomba azul":

Trabajar con contrastes me resulta casi imprescindible. "Y siempre las cosas con su fuga contrastándose" («Amarilla flor», Madre en años luz) Ahí va... A lo mejor pensamos en los contrastes como lo hacía Van Gogh cuando decía que los colores tenían que provocarse entre sí... No hay sístole sin diástole, no hay pulso sin pausa, no hay cresta sin decadencia, como el universo.
Luis Alberto Spinetta, Martropía

## Película
La canción se corresponde con la sexta secuencia de la película (minuto 25:00 a 27:55). La protagonista sin nombre -llamada Milita por Spinetta- acaba de escapar en la secuencia anterior de los hombres-demonio y cae por una puerta a un espacio donde encuentra a una mujer azul viviendo en una pantalla. Ambas mujeres se descubren y tratan de tocarse y comunicarse gestualmente, hasta que la dama azul le arroja a la protagonista varias pequeñas esferas azules, que ante su desesperación no pueden salir del plano virtual de la pantalla. La protagonista trata de abrazar a la dama azul que llora desconsoladamente. Sobre el fin de la secuencia y ya terminada la canción, la protagonista rompe la pantalla.